# Тулаги (гора)
Тулаги (англ. Thulagi Chuli) — гора-семитысячник в Гималаях. Тулаги входит в состав горного массива Мансири-Гимал (также известного под именем Манаслу-Гимал), расположенного на севере центральной части Непала.

## История восхождений
- 2003 — Непальские власти открывают гору для восхождений.
- 2008 — Японская экспедиция в составе 9 человек под руководством Тамотсу Охниши предпринимает попытку восхождения по северо-западной стене.
- 2010 — Попытка восхождения белорусско-российской команды по северо-западной стене в альпийском стиле.
- 2011 — При подъёме на вершину по южному ребру пропали альпинисты минского клуба "Хан-Тегри": руководитель экспедиции Николай Бандалет (участник экспедиции 2010 года) и Сергей Белоус. Последний раз вышли на связь за 100 метров до вершины. Подтверждений того, что они достигли вершины, нет.
- 2011 — Попытка восхождения красноярской командой. В снежной лавине на высоте 6000 метров погибает участник Сергей Черезов.
- 2013 — Экспедиция ФАиС Москвы. Из-за непогоды экспедиция свёрнута.
- 2014 — Неудачная попытка российской команды в составе Валерия Шамало, Руслана Кириченко, Андрея Голубева и Дениса Сушко.
- 2015 — Новая попытка россиян в составе: Валерий Шамало, Руслан Кириченко, Александр Гуков, Иван Дождев - успешна. Вершина пройдена.[2]